# Zdravko Velimirović
Zdravko Velimirović (serbe : Здравко Велимировић), né le 11 octobre 1930 à Cetinje (Royaume de Yougoslavie) et mort le 7 février 2005 à Belgrade (Serbie-et-Monténégro), est un réalisateur et scénariste yougoslave puis serbe.

## Filmographie
- 1960 : Le Quatorzième Jour (Дан четрнаести, Dan četrnaesti)
- 1965 : Provereno, nema mina (sh) (Проверено — мин нет)
- 1968 : Lelejska gora (sh) (Лелејска гора)
- 1969 : Most (sh) (Мост)
- 1974 : Le Derviche et la Mort (Дервиш и смрт, Derviš i smrt)
- 1975 : Les Sommets de Zelengora (Врхови Зеленгоре, Vrhovi Zelengore)
- 1978 : Dvoboj za južnu prugu (sh) (Двобој за јужну пругу)
- 1985 : O Tempo dos Leopardos (pt)